# American Basketball League (1996-1998)
La American Basketball League è stata una lega di pallacanestro femminile statunitense, nota con l'acronimo di ABL.
Nata il 26 settembre 1995 è stata attiva fino al 22 dicembre 1998, quando la stagione è stata interrotta per il fallimento della lega.
Le ultime campionesse sono state le Columbus Quest.

## Franchigie
- Atlanta Glory
- Chicago Condors
- Colorado Xplosion
- Columbus Quest
- L. Beach Stingrays
- Nashville Noise
- N.E. Blizzard
- Philadelphia Rage (come  Richmond Rage nel 1996-97)
- Portland Power
- San Jose Lasers
- Seattle Reign

## Palmarès
- 1996-97 -  Columbus Quest
- 1997-98 -  Columbus Quest
- 1998-99 - Stagione interrotta, titolo non assegnato